# 高舌苦竹
高舌苦竹（学名：Pleioblastus altiligulatus）为禾本科大明竹属下的一个种。